# Ульянино (Краснохолмский район)
Улья́нино (карел. Ul’l’anova) — деревня в Краснохолмском районе Тверской области. Относится к Лихачёвскому сельскому поселению, до 2013 года — центр Ульянинского сельского поселения.
Находится в 10 км к северу от районного центра города Красный Холм, на реке Решетихе.
Население по переписи 2002 года — 194 человека, 96 мужчин, 98 женщины.

## История
В Списке населенных мест Весьегонского уезда 1859 года значится казённая деревня Ульянино, 36 дворов, 204 жителя. Во второй половине XIX — начале XX века деревня относилась к Хабоцкому приходу и волости Весьегонского уезда. В 1888 году — 46 дворов, 255 жителей, кроме сельского хозяйства жители занимаются промыслами, уходят на заработки в Санкт-Петербург (дворники, извозчики, рабочие на кожевенных заводах).
В 1940 году деревня центр Ульянинского сельсовета Краснохолмского района Калининской области.
В 1997 году — 101 хозяйство, 290 жителей. Администрация сельского округа, центральная усадьба колхоза «Путь Ленина», неполная средняя школа, детсад, ДК, библиотека, медпункт, отделение связи, филиал сбербанка, магазин.